# Lista siturilor arheologice din județul Olt - O
Lista siturilor arheologice din județul Olt - O conține toate siturile arheologice din județul Olt înscrise în Repertoriul Arheologic Național (RAN) și aflate în localități al căror nume începe cu litera O. RAN este administrat de Ministerul Culturii și Patrimoniului Național și cuprinde date științifice, cartografice, topografice, imagini și planuri, precum și orice alte informații privitoare la zonele cu potențial arheologic, studiate sau nu, încă existente sau dispărute.
Puteți căuta un sit din localitățile care încep cu litera O folosind formularul de mai jos sau puteți naviga prin toate siturile din județ la Lista siturilor arheologice din județul Olt.
| Cod RAN                                   | Denumire                                                                                             | Localitate                       | Adresă      | Datare                          | Descoperit | Coordonate | Imagine           | Erori            |
| ----------------------------------------- | --- | -------------------------------- | ----------- | ------------------------------- | ---------- | ---------- | ----------------- | ---------------- |
| 127910.01.01 (Cod LMI: OT-I-m-B-08521.03) | Situl arheologic de la Optași-Măgura / ansamblu anonim (Categorie: locuire civilă) (Tip: Așezare)    | sat Optași, comuna Optași-Măgura |             | Sălcuța                         |            |            | Încărcați imagine | Raportați eroare |
| 127910.01.02 (Cod LMI: OT-I-m-B-08521.02) | Situl arheologic de la Optași-Măgura / ansamblu anonim (Categorie: locuire civilă) (Tip: Așezare)    | sat Optași, comuna Optași-Măgura |             | Verbicioara                     |            |            | Încărcați imagine | Raportați eroare |
| 127910.01.03 (Cod LMI: OT-I-m-B-08521.01) | Situl arheologic de la Optași-Măgura / ansamblu anonim (Categorie: locuire civilă) (Tip: Așezare)    | sat Optași, comuna Optași-Măgura |             | geto-dacică sec. II - I a. Chr. |            |            | Încărcați imagine | Raportați eroare |
| 127947.01.01 (Cod LMI: OT-I-s-B-08522)    | Așezarea romană de la Orlea - "Orlița" / ansamblu anonim (Categorie: locuire civilă) (Tip: Așezare)  | sat Orlea, comuna Orlea          | Orlița      | sec. II-III                     |            |            | Încărcați imagine | Raportați eroare |
| 127947.02.07 (Cod LMI: OT-I-s-B-08523)    | Situl arheologic de la Orlea - "La Grinduri" / ansamblu anonim (Categorie: locuire) (Tip: Așezare)   | sat Orlea, comuna Orlea          | La Grinduri | Coțofeni                        |            |            | Încărcați imagine | Raportați eroare |
| 127947.02.01 (Cod LMI: OT-I-s-B-08523)    | Situl arheologic de la Orlea - "La Grinduri" / ansamblu anonim (Categorie: locuire) (Tip: Așezare)   | sat Orlea, comuna Orlea          | La Grinduri | Sălcuța                         |            |            | Încărcați imagine | Raportați eroare |
| 127947.02.02 (Cod LMI: OT-I-s-B-08523)    | Situl arheologic de la Orlea - "La Grinduri" / ansamblu anonim (Categorie: locuire) (Tip: Așezare)   | sat Orlea, comuna Orlea          | La Grinduri | Vădastra                        |            |            | Încărcați imagine | Raportați eroare |
| 127947.02.03 (Cod LMI: OT-I-m-B-08523.01) | Situl arheologic de la Orlea - "La Grinduri" / ansamblu anonim (Categorie: locuire) (Tip: Așezare)   | sat Orlea, comuna Orlea          | La Grinduri |                                 |            |            | Încărcați imagine | Raportați eroare |
| 127947.02.04 (Cod LMI: OT-I-m-B-08523.02) | Situl arheologic de la Orlea - "La Grinduri" / ansamblu anonim (Categorie: locuire) (Tip: Așezare)   | sat Orlea, comuna Orlea          | La Grinduri | geto-dacică                     |            |            | Încărcați imagine | Raportați eroare |
| 127947.02.05 (Cod LMI: OT-I-m-B-08523.03) | Situl arheologic de la Orlea - "La Grinduri" / ansamblu anonim (Categorie: locuire) (Tip: Necropolă) | sat Orlea, comuna Orlea          | La Grinduri | Sălcuța                         |            |            | Încărcați imagine | Raportați eroare |
| 127947.02.06 (Cod LMI: OT-I-m-B-08523.04) | Situl arheologic de la Orlea - "La Grinduri" / ansamblu anonim (Categorie: locuire) (Tip: Necropolă) | sat Orlea, comuna Orlea          | La Grinduri | Vădastra                        |            |            | Încărcați imagine | Raportați eroare |